# Glipa favareli
Glipa favareli es una especie de coleóptero de la familia Mordellidae.

## Distribución geográfica
Habita en Gabón.